# Ирисар, Маркель
Маркель Ирисар Аранбуру (исп. Markel Irizar Aranburu; род. 5 февраля 1980, Оньяте, провинция Гипускоа, автономное сообщество Страна Басков) — испанский профессиональный шоссейный велогонщик, завершивший профессиональную карьеру в 2019 году. Выступавший за команды Мирового тура «Euskaltel-Euskadi» и «Trek-Segafredo».

## Достижения
2010
- 5-й на Тур Пуату — Шаранты — ГК
  - 1-й на этапе 4
- 5-й на Chrono des Nations

2011
- 1-й  на Вуэльта Андалусии
- 10-й на Chrono des Nations

2012
- 9-й на Три дня Де-Панне — ГК

2017
- самый агрессивный гонщик на 2-м этапе Вуэльта Испании

0
| ГК | Генеральная классификация |

## Статистика выступлений наГранд Турах
| Гранд Тур | 2005 | 2006 | 2007 | 2008 | 2009 | 2010 | 2011 | 2012 | 2013 | 2014 | 2015 | 2016 | 2017 |
| --------- | ---- | ---- | ---- | ---- | ---- | ---- | ---- | ---- | ---- | ---- | ---- | ---- | ---- |
| Джиро     | -    | 90   | 68   | 74   | -    | -    | -    | -    | -    | -    | -    | -    | -    |
| Тур       | -    | -    | -    | -    | -    | -    | 83   | -    | 103  | 63   | 93   | 120  | 135  |
| Вуэльта   | сход | 94   | -    | -    | 114  | -    | 96   | 93   | 86   | -    | 89   | сход | 119  |